# Trent (Teksas)
Trent je gradić u američkoj saveznoj državi Teksas. Prema popisu stanovništva iz 2010. u njemu je živjelo 337 stanovnika.